# IMUSA
Industrias Metalúrgicas S.A. Bajo la marca IMUSA, es una empresa colombiana dedicada a la fabricación de productos en plástico, madera, acero inoxidable, aluminio antiadherente, aluminio fundido y anodizado duro. En la actualidad, esta empresa forma parte de la multinacional francesa Groupe SEB y comercializa sus productos en Estados Unidos, Ecuador, Puerto Rico, Panamá y República Dominicana.

## Historia
- 1934: El 9 de agosto en Copacabana (Antioquia), nace la sociedad de Industrias Metalúrgicas S.A. (IMUSA)
- 1935: IMUSA fabrica la primera olla de aluminio en Colombia.[2]
- 1945: Debido a la Segunda Guerra Mundial y a la escasez de materia prima en el país, la empresa comienza a fabricar productos de plástico.
- 1964: La empresa inicia una producción de sartenes en acero inoxidable y, al mismo tiempo, fabrica contenedores de aluminio para el almacenamiento de leche en fincas.
- 1968: Fabrican las primeras cantinas lecheras en aluminio.
- 1980: En Rionegro (Antioquia), la empresa abre las puertas de una nueva fundidora de aluminio y allí comienza a fabricar productos con antiadherente interior, exterior y porcelanizado.
- 1982: Se realiza el envío del primer contenedor de exportación a Estados Unidos de América.
- 1984: La empresa es reconocida con el Premio Nacional de Calidad.[3]
- 1985: Recibe el sello de ICONTEC para ollas de aluminio y cantinas de leche.[3]
- 1988: Inicia la fabricación de productos en acero inoxidable y reciben el sello de Calidad de Conformidad con la norma técnica colombiana para artículos de aluminio con recubrimiento antiadherente para cocinar, freír y hornear.
- 1998: Fabrican productos de anodizado duro y piezas con procesos de fundición a la forja (Modelación a presión), La empresa obtiene el sello ICONTEC bajo los estándares de la norma ISO 9001.[3]
- 2003: Obtienen la renovación del certificado ISO 9001/2000 e implementan el sistema integrado de información (SAP-R3)
- 2005: Reciben el Premio Progresa.[4]
- 2006: IMUSA se fusiona con el Grupo de Gaunaurd para dar vida a IMUSA EE. UU., LLC.[5] Se le otorga a la empresa el premio Analdex-Proexport como gran empresa exportadora.[6]
- 2011: Groupe SEB adquiere la empresa IMUSA como parte de su plan de expansión en América Latina.